# ژوائو ویرجینیا
ژوائو ویرجینیا (انگلیسی: João Virgínia؛ زادهٔ ۱۰ اکتبر ۱۹۹۹) بازیکن فوتبال اهل پرتغال
از باشگاه‌هایی که در آن بازی کرده‌است می‌توان به باشگاه فوتبال بنفیکا، باشگاه فوتبال آرسنال، باشگاه فوتبال ردینگ، و باشگاه فوتبال اورتون اشاره کرد.
وی همچنین در تیم‌های ملی فوتبال زیر ۱۶ سال پرتغال، زیر ۱۷ سال پرتغال، زیر ۱۸ سال پرتغال، زیر ۱۹ سال پرتغال، زیر ۲۰ سال پرتغال، و زیر ۲۱ سال پرتغال بازی کرده‌است.

## دوران باشگاهی
ویرجینیا که در فارو در آلگاروه متولد شده است ، دوران جوانی خود را در بنفیکا آغاز کرد. در آگوست ۲۰۱۵، او با وجود علاقه منچستر یونایتد ، با انتقال به آرسنال موافقت کرد و این انتقال از تولد ۱۶ سالگی‌اش در اکتبر لازم‌الاجرا شد. در آگوست ۲۰۱۸، او قراردادی سه ساله با اورتون امضا کرد .

## آمار باشگاهی
تا تاریخ ۱۹ تیر ۱۴۰۳
| باشگاه               | دسته              | فصل          | لیگ  | لیگ | جام حذفی | جام حذفی | اروپا/آسیا | اروپا/آسیا | سوپر جام | سوپر جام |
| باشگاه               | دسته              | فصل          | بازی | گل  | بازی     | گل       | بازی       | گل         | بازی     | گل       |
| -------------------- | ----------------- | ------------ | ---- | --- | -------- | -------- | ---------- | ---------- | -------- | -------- |
| زیر ۲۳ سال اورتون    | —                 | ۲۰۱۸–۲۰۱۹    | —    | —   | —        | —        | —          | —          | —        | —        |
| باشگاه فوتبال اورتون | لیگ برتر انگلستان | ۲۰۱۹–۲۰۲۰    | ۰    | ۰   | ۰        | ۰        | ۰          | ۰          | ۰        | ۰        |
| باشگاه فوتبال اورتون | لیگ برتر انگلستان | ۲۰۲۰–۲۰۲۱    | ۱    | ۰   | ۱        | ۰        | ۰          | ۰          | ۰        | ۰        |
| باشگاه فوتبال اورتون | لیگ برتر انگلستان | ۲۰۲۳–۲۰۲۴    | ۰    | ۰   | ۳        | ۰        | ۰          | ۰          | ۰        | ۰        |
| باشگاه فوتبال اورتون | لیگ برتر انگلستان | ۲۰۲۴–۲۰۲۵    | ۰    | ۰   | ۰        | ۰        | ۰          | ۰          | ۰        | ۰        |
| مجموع اورتون         | مجموع اورتون      | مجموع اورتون | ۱    | ۰   | ۴        | ۰        | ۰          | ۰          | ۱        | ۰        |
| ریدینگ               | چمپیونشیپ         | ۲۰۱۹–۲۰۲۰    | ۲    | ۰   | ۰        | ۰        | ۰          | ۰          | ۰        | ۰        |
| اسپورتینگ            | لیگ برتر پرتغال   | ۲۰۲۱–۲۰۲۲    | ۱    | ۰   | ۴        | ۰        | ۰          | ۰          | ۰        | ۰        |
| کامبور               | لیگ برتر هلند     | ۲۰۲۲–۲۰۲۳    | ۱۷   | ۰   | ۰        | ۰        | ۰          | ۰          | ۰        | ۰        |
| مجموع آمار           | مجموع آمار        | مجموع آمار   | ۲۱   | ۰   | ۰        | ۰        | ۰          | ۰          | ۰        | ۰        |

## دوران ملی
در تمام گروه‌های سنی، ویرجینیا ۲۹ بازی ملی برای پرتغال در سطح جوانان انجام داد که با پیروزی ۱-۰ تیم زیر ۱۶ سال پرتغال مقابل هلند در ویلا رئال د سانتو آنتونیو در ۱۴ فوریه ۲۰۱۵ آغاز شد. در ۱۲ نوامبر ۲۰۱۶، در حالی که تازه ۱۷ ساله شده بود، اولین بازی خود را برای تیم زیر ۲۰ سال پرتغال در یک تساوی ۱-۱ دوستانه با مراکش در رباط انجام داد .
ویرجینیا نماینده تیم زیر ۱۹ سال بود که در مسابقات قهرمانی اروپا ۲۰۱۸ در فنلاند به مقام قهرمانی رسید و در فینال ایتالیا را با نتیجه ۴ بر ۳ شکست داد. او همچنین در جام جهانی فیفا ۲۰۱۹ در مرحله گروهی برای تیم زیر ۲۰ سال لهستان بازی کرد که حذف شد .

## افتخارات

### تیم زیر ۲۳ سال اورتون
جام لیگ برتر: 2018-19

### اسپورتینگ سی پی
تاچا دا لیگا: 2021–22

### فردی
تیم ماه اردیویژه: نوامبر 2022 